# 川上紳一
川上 紳一（かわかみ しんいち、1956年9月12日 - ）は、日本の地球科学者。専門は縞々学、地球形成論、比較惑星学。理学博士（名古屋大学）。
長野県北佐久郡軽井沢町生まれ。1980年名古屋大学理学部地球科学科卒業、1985年同大学院理学研究科地球科学専攻修了。1987年岐阜大学教育学部助手、1993年助教授を経て、教授。
現在、岐阜大学名誉教授、岐阜聖徳学園大学教育学部理科専修教授。テレビ東京系で放映されている開運!なんでも鑑定団で，鉱物ジャンルの鑑定士として出演している。

## 著書
- 川上紳一　『縞々学 - リズムから地球史に迫る』　東京大学出版会、1995年、ISBN 4-13-060709-X。
- 川上紳一　『生命と地球の共進化』　日本放送出版協会〈NHKブックス〉、2000年、ISBN 4-14-001888-7。
- 川上紳一　『全地球凍結』　集英社〈集英社新書〉、2003年、ISBN 4-08-720209-7。
- ガブリエル・ウォーカー　『スノーボール・アース - 生命大進化をもたらした全地球凍結』　川上紳一監修、渡会圭子訳、早川書房、2004年、ISBN 4-15-208550-9。
- 木村龍治・藤井直之・川上紳一編著　『地球環境科学 新訂』　放送大学教育振興会〈放送大学大学院教材〉、2005年、ISBN 4-595-13409-6。
- 川上紳一・東條文治　『最新地球史がよくわかる本 - 「生命の星」誕生から未来まで』　秀和システム〈図解入門〉、2006年、ISBN 4-7980-1260-2。

## 参考
- 『現代日本人名録2002』日外アソシエーツ